# Orden de Frailes Menores
La Orden de Frailes Menores, Ordo Fratrum Minorum (O.F.M.), es la rama más numerosa de la Primera Orden de San Francisco. Sus orígenes se remontan a la época de San Francisco de Asís, su fundador en 1209, a comienzos del siglo XIII, cuando se dio la pugna entre los ideales de pobreza evangélica y la institucionalización del movimiento franciscano. Sus miembros son conocidos como franciscanos «observantes», para distinguirlos de los miembros de la Orden de Frailes Menores Conventuales, o franciscanos «conventuales».

## Espirituales y conventuales
Al principio a los franciscanos que deseaban vivir la regla del santo, sin adaptarse a las necesidades de los tiempos, se les llamó espirituales y más tarde observantes (diferenciados de los institucionalizados Conventuales). Muchos cayeron en exageraciones y fueron condenados por el papa. Sin embargo siempre hubo hermanos que deseaban regresar a los orígenes de la regla, y fieles al evangelio dentro de la Iglesia Católica.

## Poder y división
Tras la separación entre los observantes y los conventuales, los observantes llevaban una vida apegada a la regla de san Francisco; pero las necesidades de organización los llevaron a vivir de manera similar a los conventuales. La observancia llegó a ser tan poderosa que le quitó a los conventuales el sello de la Orden, por decisión del Capítulo General de la Orden del año 1517, inmediatamente ratificada por el papa Julio II, quien entregó el sello de la Orden al único Ministro General de toda la Orden (Totius Ordinis Minorum). Su número creció rápidamente ya que en estos se agrupaban gran número de órdenes que se habían formado en diferentes épocas y el movimiento se institucionalizó nuevamente. Esto llevó a que muchos hermanos volvieran a protestar y pidieron que se les permitiera volver a los orígenes. Los problemas no terminaron por lo que comenzaron a dividirse en una gran cantidad de grupos: Alcantarinos, Capuchinos, Franciscanos de la estricta observancia, etc.
Cuando se expulsó de España a todos los franciscanos conventuales, los franciscanos de la observancia fueron los únicos que enviaron misioneros a los territorios de ultramar, donde se expandieron. En la actualidad se encuentran presentes en todo el mundo, pero es en Latinoamérica donde hay más presencia franciscana después de Europa; ya que luego de la colonización por parte del territorio español, los observantes decidieron ejercer una acción frente a la reina con el fin de no permitir que los conventuales estuvieran en América.

## Reunificación
Todas las distinciones ocasionadas por los movimientos de reforma internos a partir de 1517, exceptuados los capuchinos, sin división jurídica de los frailes menores franciscanos observantes, fueron reunificadas a la fuerza por el papa León XIII en el siglo XIX, aunque esta unificación no fue efectiva hasta mediados del siglo XX. Tras la unificación llevan el nombre de Orden de Frailes Menores (OFM), que es el nombre original de la Orden, y son conocidos popularmente como franciscanos. 
La unificación no afectó a las otras dos ramas de la primera orden, frailes menores capuchinos y frailes menores conventuales.
Su hábito es de color marrón, una túnica, cordón y una capucha con esclavina. Son los encargados de cuidar los Santos Lugares en Palestina; además de muchos lugares importantes para la familia franciscana como la Porciúncula, las cárceles y San Damián.

## Gobierno de la Orden

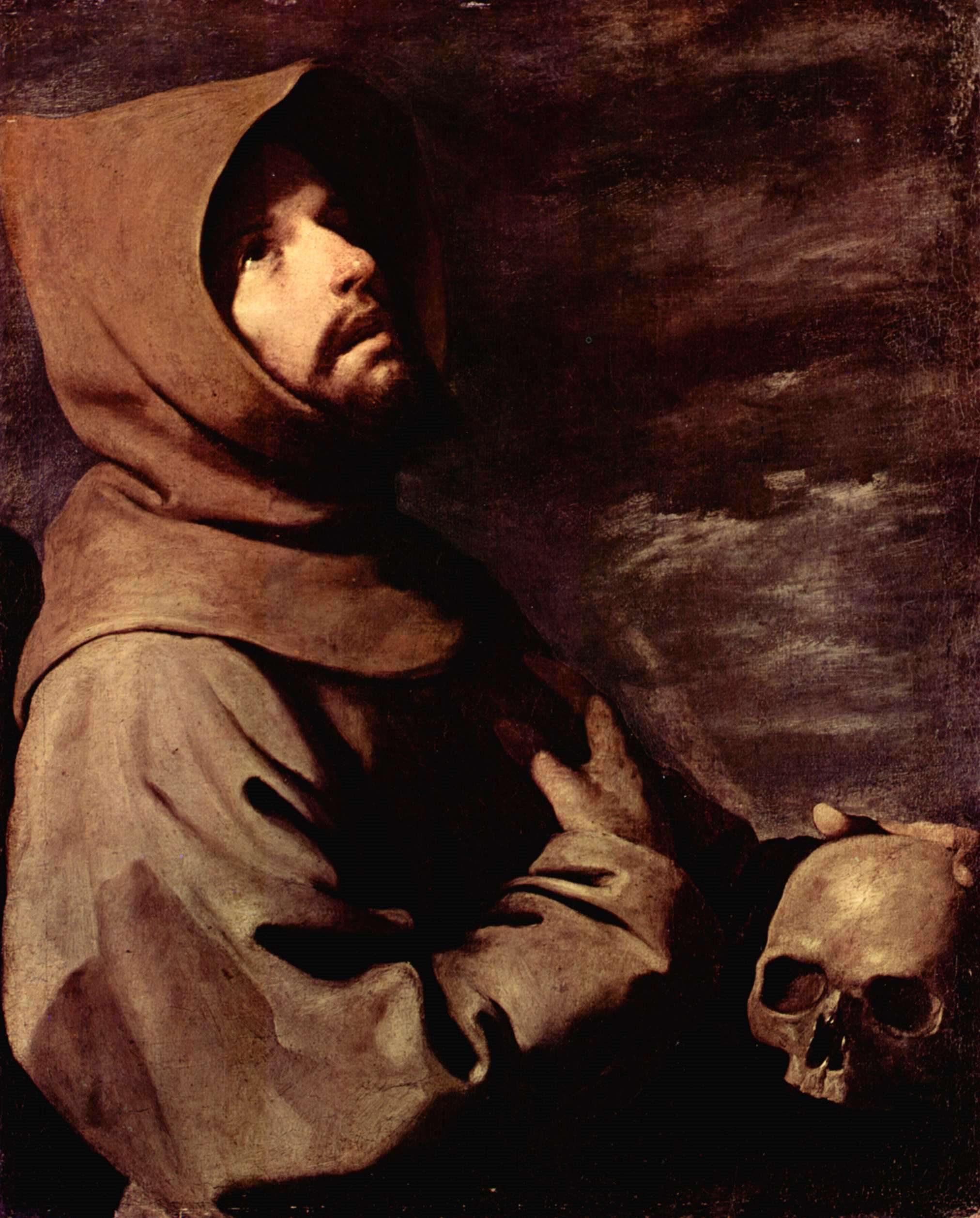
Francisco de Asís, pintura de Francisco de Zurbarán. La forma del hábito corresponde a la de esta rama de la primera Orden.

Anexo: ministros generales de la Orden de Frailes Menores
El gobierno de la Orden, según la Regla de san Francisco, corresponde al ministro general, o en ausencia del mismo al vicario general. Según la Regla el mismo es elegido y gobierna del siguiente modo:

Todos los hermanos deben tener siempre a uno de los hermanos de esta Religión por ministro general y siervo de toda la Fraternidad, al cual están firmemente obligados a obedecer.

Cuando este fallezca, hágase la elección del sucesor por los ministros provinciales y custodios en el capítulo de Pentecostés, al que están siempre obligados a concurrir todos los Ministros provinciales, dondequiera que lo disponga el ministro general; y esto han de hacer una vez cada tres años, o en otro término de tiempo mayor o menor, según lo ordene dicho ministro.
Y si en algún momento pareciera a la generalidad de los ministros provinciales y custodios que dicho ministro no es la persona adecuada para el servicio y utilidad común de los hermanos, los referidos hermanos, a los que se ha confiado la elección, deberán elegirse, en el nombre del Señor, otro para custodio.

Y después del capítulo de Pentecostés, cada uno de los ministros y custodios, si quiere y le parece conveniente, puede convocar a capítulo a sus hermanos, una vez, en ese mismo año en sus custodias.

### Organización territorial

Provincia de la Inmaculada Concepción.

A nivel territorial, la Orden se organiza en provincias, custodias y fundaciones. Existen 123 provincias repartidas por todo el mundo.
En España, la Orden cuenta con tres provincias, delimitadas a partir de las cincuenta provincias civiles españolas: 
- Provincia de Aránzazu.
- Provincia de la Inmaculada Concepción. Es la más extensa de las tres. Comprende las provincias civiles de Albacete, Alicante, Almería, Ávila, Badajoz, Barcelona, Cáceres, Cádiz, Castellón, Ciudad Real, Córdoba, Cuenca, Gerona, Granada, Guadalajara, Huelva, Huesca, Islas Baleares, Jaén, Las Palmas, Lérida, Madrid, Málaga, Murcia, Santa Cruz de Tenerife, Segovia, Sevilla, Tarragona, Teruel, Toledo, Valencia y Zaragoza, así como las ciudades autónomos de Ceuta y Melilla.[4]
- Provincia de Santiago de Compostela.

## Frailes Menores conocidos
- San Francisco de Asís, fundador de la Orden
- San Buenaventura de Bagnoregio, santo italiano
- San Antonio de Padua, teólogo y santo portugués
- San Pedro de Alcántara, reformador y santo español
- San Pascual Bailón, santo español
- San Bernardino de Siena, santo italiano
- San Junípero Serra, evangelizador de la Alta California y santo español
- Fray Lluís Jaume, primer mártir de California, venerado por la Iglesia Católica